# آنتیل هلند
آنتیل هلند (به هلندی: Nederlandse Antillen) یک دیار خودمختار در کارائیب و بخشی از پادشاهی هلند بود. جزیرهٔ آروبا در سال ۱۹۸۶ از آنتیل هلند جدا شده و به عنوان منطقهٔ جداگانه‌ای در پادشاهی هلند قرار گرفت و بقیه آنتیل هلند نیز در اکتبر ۲۰۱۰ منحل شده و به دو دیار کنسیستوئنت و چند شهرستان ویژه در تقسیمات کشور هلند تبدیل شدند.

## تاریخ
بعضی از این منطقه‌ها در سال ۱۴۹۳ توسط کریستف کلمب کشف شدند و بعضی در سال ۱۴۹۹ میلادی توسط آلونسو د اوخدا.
کریستف کلمب در سال ۱۴۹۳ جزیرهٔ سنت مارتن را کشف کرد و سپس در سال ۱۴۹۹ میلادی به کشف کوراسائو و بونایر نائل گشت، به علت فقدان این جزایر از فلزهای گرانبها و با ارزش مانند طلا و نقره، اسپانیایی‌ها این جزایر را «جزیره‌های بی‌مصرف»(به اسپانیایی: Islas Inutile) نام‌گذاری کردند.
در سال ۱۵۱۵ میلادی ساکنان این جزایر توسط اسپانیا اخراج و برای کار در معادن به جزیرهٔ هیسپانیولا (هائیتی و جمهوری دومینیکن کنونی) منتقل شدند. در سال ۱۶۳۰ هلند به منظور ذخایر عظیم نمک جزیرهٔ سنت مارتن را پس از جنگ و غلبه بر اسپانیا تصرف کرد. شرکت هند غربی هلند در سال ۱۶۳۴ جزیرهٔ کوراسائو را تسخیر کرد . جزایر بونایر و آروبا نیز در سال ۱۶۳۶ ضمیمهٔ هلند شدند . کمپانی هند غربی هلند تا سال ۱۷۹۱ بر جزایر لیوارد حکومت کرد . بریتانیا در بین سال‌های ۱۸۰۱ تا ۱۸۰۳ و ۱۸۰۷ تا ۱۸۱۶ جزیرهٔ کوراکائو را اشغال کرد . بعد از سال ۱۶۴۸ کوراسائو و سنت اشتاتیوس از مراکز اصلی قاچاق و تجارت برده محسوب می‌شدند . در سال ۱۸۶۳ و با اجرای قانون الغای بردگی لطمهٔ سختی به جزیرهٔ کوراسائو وارد شد. در اوایل قرن بیستم و اکتشاف نخستین میدان‌های نفتی در سواحل شمالی ونزوئلا اقتصاد جزایر آنتیل هلند دگرگون شد و عدهٔ زیادی از اهالی در تأسیسات استخراج نفت ونزوئلا مشغول به کار شدند.
در رفراندوم سال ۱۹۹۴ مردم جزایر آنتیل هلند به باقی‌ماندن این جزیره در فدراسیون هلند رای دادند.

## سیاست
از ۱ ژوئیه ۲۰۰۲ ژنرال فریتس گودگراگ به سمت فرماندار و در ۲۶ مارس ۲۰۰۶ امیلی دی یانگ الهاگ به عنوان نخست وزیر جزایر آنتیل هلند منصوب شدند .

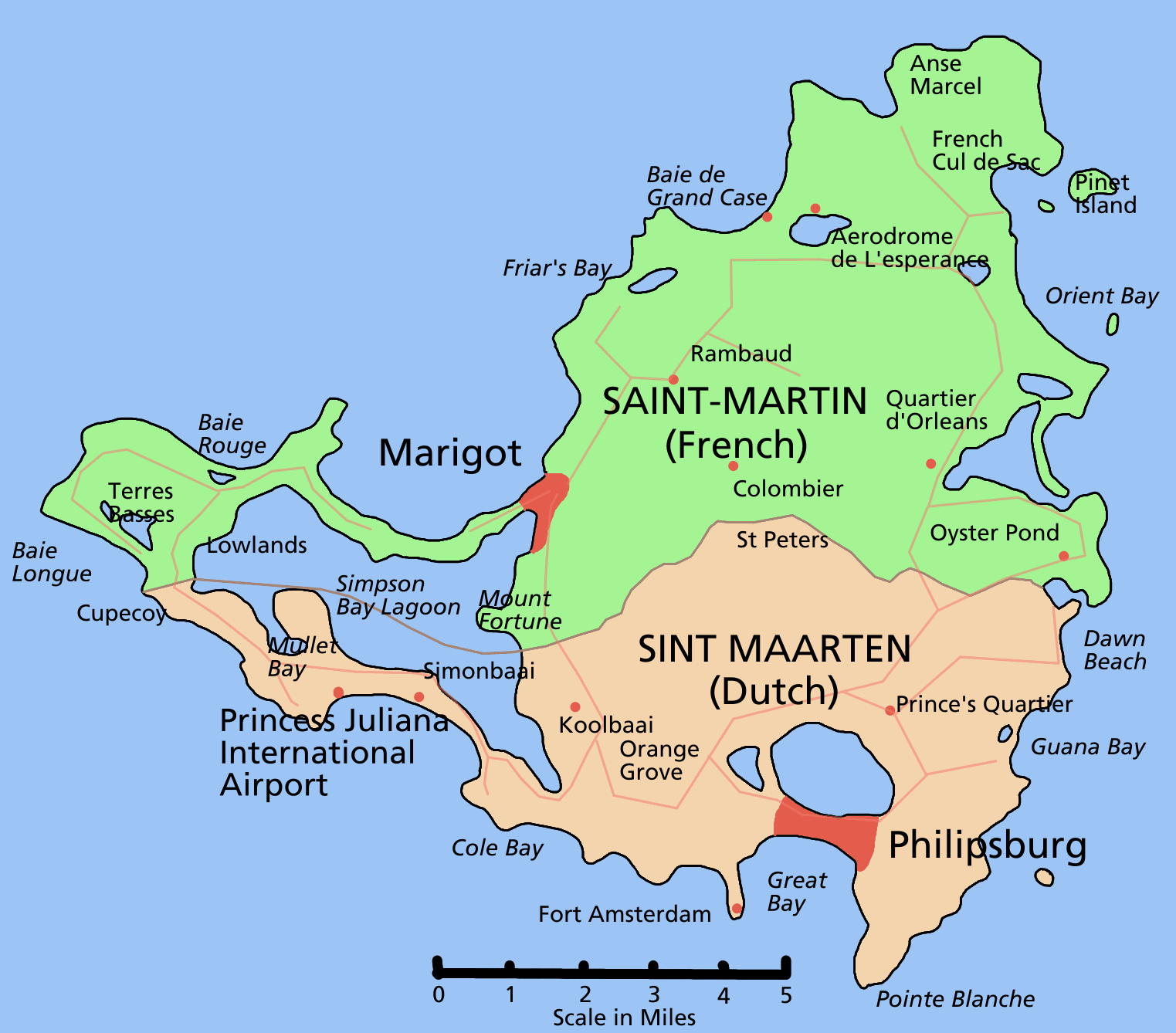

## جغرافیا
پایتخت جزایر هلند شهر ویلمشتاد (Willemstad) با ۶۰ هزار نفر جمعیت در جزیرهٔ کوراچاو بود.
مساحت جزایر آنتیل هلند ۸۰۰ کیلومتر مربع و جمعیت آن ۱۸۳٬۰۰۰ نفر می‌باشد .

## مجمع الجزایر آنتیل هلند

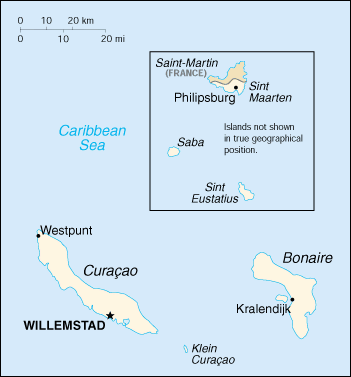

جزایر آنتیل هلند از بیش از ۵۰ جزیره تشکیل شده‌است که مهم‌ترین آن‌ها عبارتند از : کوراکائو ( Curacao )، بونایر ( Bonaire )، سنت اشتاتیوس ( Saint Eustatius )، سابا ( Saba ) و سنت مارتن ( Saint Maarten ) می‌باشند، پایتخت شهر ویلمشتاد در جزیرهٔ کوراکائو واقع شده‌است.
- جزیره سینت مارتن Sint Maarten
- جزیره بونیر Bonaire
- جزیره سابا Saba
- جزیره کوراسائو Curacao
- جزیره سینت یوستیشس Sint Eustatius

## مردم
بیشتر مردم این کشور دورگه از بردگان سیاه آفریقایی و اروپائی‌های سفید مستعمره‌نشین هستند. بقیه نیز از تبار بومیان جزایر دریای کارائیب، مردم آمریکای لاتین، آسیای شرقی و دیگر نقاط دنیا تشکیل می‌باشند. همچنین دین ۷۲ ٪ آنتیلی‌ها، کاتولیک، ۵ ٪ پنتکستال، ۳٪ پروتستان، ۳ ٪ ادونتیست روز هفتم ، ۲ ٪ متدیست ، ۱ ٪ یهودی و ۴ ٪ سایر مسیحیان تشکیل می دهند. هلندی زبان رسمی مردم جزایر آنتیل هلند می‌باشد، در کنار هلندی، پایپامنتو، اسپانیایی و انگلیسی نیز رواج دارد .

## اقتصاد
واحد پول جزایر آنتیل هلند گیلدر با واحر جزء (فلورین) نام دارد. از مهم‌ترین صادرات جزایر آنتیل هلند می‌توان به محصولات پتروشیمی و فراورده‌های نفتی اشاره کرد. از جمله صنایع مهم جزایر آنتیل هلند گردشگری و بانکداری را می‌توان نام برد.
تقریباً تمام کالاهای سرمایه‌ای و مصرفی وارد می‌شود که این واردات بیشتر از کشورهای ونزوئلا، آمریکا و مکزیک است.